# Conacul familiei Brâncoveanu - Prinzhaus din Brașov
Conacul familiei Brâncoveanu - Prinzhaus din Brașov este un monument istoric aflat pe teritoriul municipiului Brașov. În Repertoriul Arheologic Național, monumentul apare cu codul 40205.57.